# پروپانتلین
پروپانتلین (به انگلیسی: Propantheline)
رده درمانی: آنتی کولینرژیک(آنتی‌موسکارینی).
اشکال دارویی: قرص

## موارد مصرف
پروپانتلین بروماید برای درمان کمکی در زخم گوارشی، سندرم روده تحریک پذیر و سایر اختلالات گوارشی؛ برای کاهش حرکات دوازدهه طی اعمال تشخیص رادیولوژیک استفاده می شود و نیز کاهش تعریق.پروپانتلین نسل جدید قرص کلیدینیوم سی میباشد.

## مکانیسم اثر
ضد اسپاسم دستگاه گوارش . این دارو با مهار گیرنده‌های استیل کولین موجب رفع انقباض عضلات صاف جدار روده می شود.

## عوارض جانبی
خشکی دهان، تپش قلب، بی خوابی، سرگیجه، خستگی، تاری دید، یبوست ،اتساع شکم،سردرد، خواب آلودگی، کانفیوژن (اغتشاش شعور) یا هیجان (در بیماران سالخورده)، کاهش تعریق ، عصبانیت و ضعف.